# 明ル坂

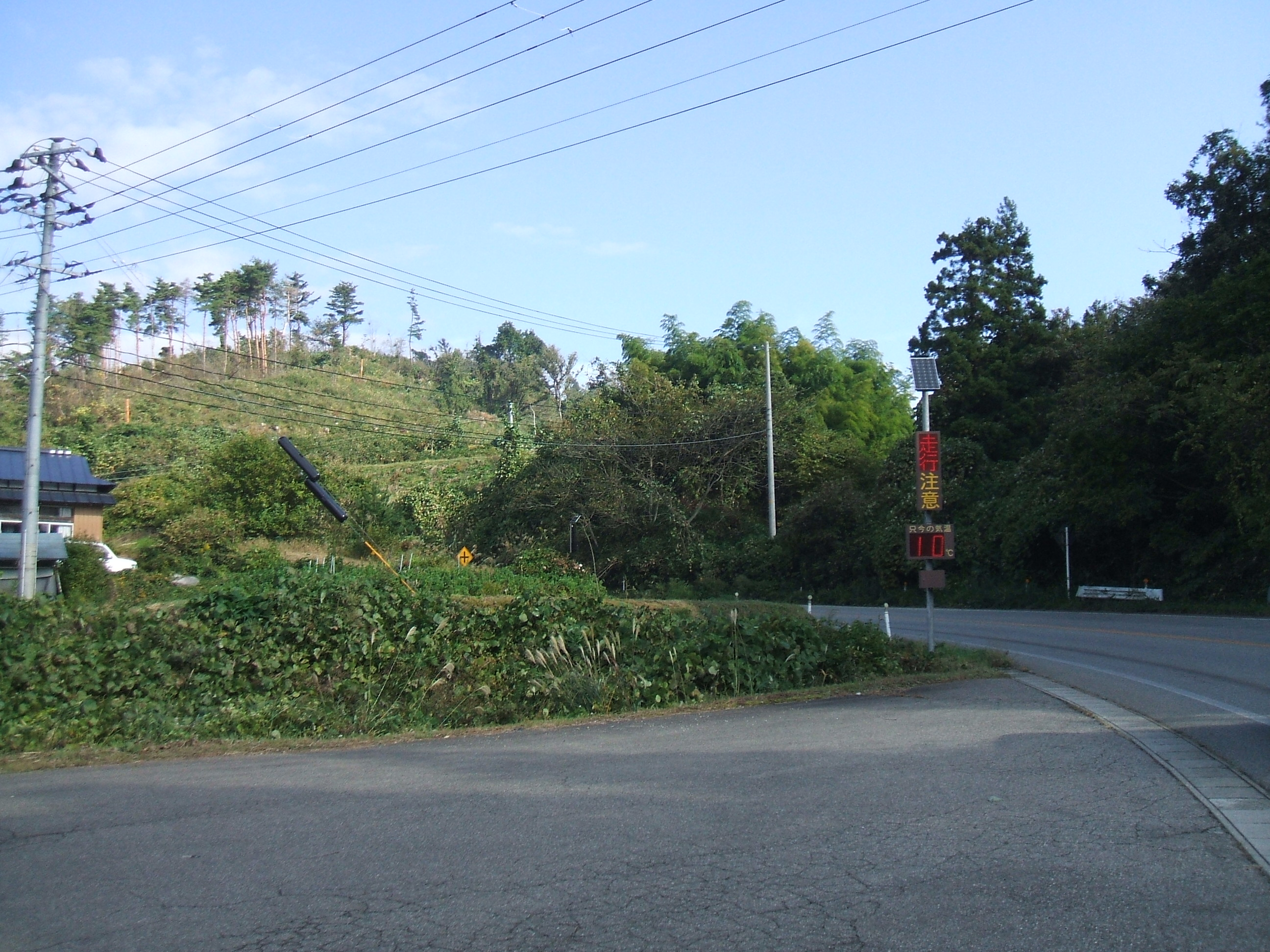
現在の明ル坂付近

明ル坂（あかるかさか）は、福島県会津若松市にある坂。

## 概要
会津若松市河東町八田付近に位置し、江戸時代、陸奥国会津若松と二本松を結んでいた二本松街道のうちの下街道（本道）が経由していた。会津若松と大寺宿（現在の磐梯町付近）の間に存在し、街道が会津盆地東から山地に入ろうとするあたりに存在している。周辺には七曲山などが存在する。また、明ル坂北側の大寺宿よりには南側に登る坂が存在しており、会津若松市河東町生井集落の北側付近をピークとする峠のような形になっている。

### 現在の明ル坂周辺
現在は、福島県道64号会津若松裏磐梯線が付近を経由している。この県道は、改修が行われたため旧道が存在しているほか、現在の道は数回の大きなヘアピンカーブで付近を通過する。また、磐越自動車道も会津若松インターチェンジと磐梯河東インターチェンジの間で付近を通過する。国道49号は滝沢バイパスで明ル坂の東西を北に大きく迂回するように結んでいる。加えて、明ル坂南には松長団地が存在している。